# Воинское кладбище № 12 (Цеклин-Добрыня)
Воинское кладбище № 14 — Цеклин (пол. Cmentarz wojenny nr 12 - Cieklin-Dobrynia) — воинское кладбище, расположенное в окрестностях села Цеклин, гмины Дембовец, Подкарпатское воеводство. Кладбище входит в группу Западногалицийских воинских захоронений времён Первой мировой войны. На кладбище похоронены военнослужащие Российской армий, погибшие во время Первой мировой войны.

## История
Кладбище было основано в 1917 году по проекту немецкого инженера-строителя, поручика Иоганна Ягера, создавшего почти все воинские кладбища во вверенном ему Округе II (Ясловском) в типично немецком (по мнению некоторых специалистов даже — «тевтонском») стиле. Из-за этого, его творческие решения противопоставляют архитекторным проектам другого руководителя, коменданта Округа I, словака Душана Юрковича, создавшего многочисленные проекты западногалицийских воинских кладбищ времён Первой мировой войны, многие из которых являются сейчас историческими памятниками.
Кладбище построено в виде прямоугольника площадью 158 м², окружённого каменной стеной с ограждением, выполненным из газовых труб.
На кладбище похоронены 250 русских солдат, павших, в основном, 4 мая 1915 года во время битвы за Цеклин, в которой полегло около 1000 солдат.